# Гедрик (Айова)
Гедрик (англ. Hedrick) — місто (англ. city) в США, в окрузі Кіокак штату Айова. Населення — 728 осіб (2020).

## Географія
Гедрик розташований за координатами 41°10′16″ пн. ш. 92°18′29″ зх. д. / 41.17111° пн. ш. 92.30806° зх. д. (41.171163, -92.307949).  За даними Бюро перепису населення США в 2010 році місто мало площу 3,97 км², уся площа — суходіл.

## Демографія
Згідно з переписом 2010 року, у місті мешкали 764 особи в 310 домогосподарствах у складі 211 родини. Густота населення становила 192 особи/км².  Було 356 помешкань (90/км²).
Расовий склад населення:
| - 98,3 % — білих - 1,2 % — чорних або афроамериканців |

До двох чи більше рас належало 0,5 %. Частка іспаномовних становила 1,4 % від усіх жителів.
За віковим діапазоном населення розподілялося таким чином: 24,5 % — особи молодші 18 років, 59,1 % — особи у віці 18—64 років, 16,4 % — особи у віці 65 років та старші. Медіана віку мешканця становила 37,7 року. На 100 осіб жіночої статі у місті припадало 93,4 чоловіків;  на 100 жінок у віці від 18 років та старших — 89,8 чоловіків також старших 18 років.
Середній дохід на одне домашнє господарство  становив 39 776 доларів США (медіана — 28 333), а середній дохід на одну сім'ю — 49 454 долари (медіана — 43 393). Медіана доходів становила 42 167 доларів для чоловіків та 23 125 доларів для жінок. За межею бідності перебувало 26,1 % осіб, у тому числі 36,4 % дітей у віці до 18 років та 23,1 % осіб у віці 65 років та старших.
Цивільне працевлаштоване населення становило 322 особи. Основні галузі зайнятості: освіта, охорона здоров'я та соціальна допомога — 35,1 %, виробництво — 21,7 %, транспорт — 10,2 %, мистецтво, розваги та відпочинок — 5,3 %.